# Кубок Узбекской ССР по футболу
Ку́бок Узбе́кской ССР по футбо́лу (узб. Футбол бўйича Ўзбекистон ССР Кубоги) — футбольный турнир среди коллективов физической культуры (КФК) Узбекской ССР. Разыгрывался в 1939—1991 годах. 
Участниками Кубка Узбекской ССР являлись коллективы физической культуры, которые также участвовали в Чемпионате Узбекской ССР.
Наиболее сильные футбольные клубы Узбекской ССР, которые участвовали в общесоюзных чемпионатах (Высшая лига, Первая лига, Вторая лига, Вторая низшая лига), участвовали, соответственно, в Кубке СССР.
Преемником Кубка Узбекской ССР стал Кубок Узбекистана, который проводится с 1992 года, после обретения Узбекистаном независимости.

## Победители
| Год  | Победитель                                                                       |
| ---- | -------------------------------------------------------------------------------- |
| 1939 | «Динамо» (Ташкент)                                                               |
| 1940 | «Динамо» (Ташкент)                                                               |
| 1941 | Турнир не проводился из-за Второй мировой войны и тяжелой экономической ситуации |
| 1942 | «Динамо» (Ташкент)                                                               |
| 1943 | «Динамо» (Ташкент)                                                               |
| 1944 | ХТУ (Чирчик)                                                                     |
| 1945 | ХТУ (Чирчик)                                                                     |
| 1946 | ДО (Ташкент)                                                                     |
| 1947 | «Пищевик» (Ташкент)                                                              |
| 1948 | АИЧ (Ташкент)                                                                    |
| 1949 | «Динамо» (Ташкент)                                                               |
| 1950 | «Машиностроительный завод» (Ташкент)                                             |
| 1951 | «Старт» (Ташкент)                                                                |
| 1952 | «Динамо» (Ташкент)                                                               |
| 1953 | «Химик» (Чирчик)                                                                 |
| 1954 | ОДО (Ташкент)                                                                    |
| 1955 | «Спартак» (Самарканд)                                                            |
| 1956 | Сборная Ферганы                                                                  |
| 1957 | «Химик» (Чирчик)                                                                 |
| 1958 | «Мехнат» (Ташкент)                                                               |
| 1959 | «Химик» (Чирчик)                                                                 |
| 1960 | СКА-2 (Ташкент)                                                                  |
| 1961 | «Восток» (Янгиабад)                                                              |
| 1962 | «Сокол» (Ташкент)                                                                |
| 1963 | «Текстильщик» (Ташкент)                                                          |
| 1964 | «Зеравшан» (Навои)                                                               |
| 1965 | «Ташкабель» (Ташкент)                                                            |
| 1966 | «Звезда» (Ташкент)                                                               |
| 1967 | «Восток» (Ташкент)                                                               |
| 1968 | «Ташкабель» (Ташкент)                                                            |
| 1969 | «Звезда» (Ташкент)                                                               |
| 1970 | ДЮСШ №2 (Ташкент)                                                                |
| 1971 | СКА (Ташкент)                                                                    |
| 1972 | Колхоз «Ленинский путь» (Карши)                                                  |
| 1973 | «Строитель» (Самарканд)                                                          |
| 1974 | «Тонг» (Карши)                                                                   |
| 1975 | «Трактор» (Ташкент)                                                              |
| 1976 | «Наримановец» (Багат)                                                            |
| 1977 | «Каршистрой» (Карши)                                                             |
| 1978 | «Хорезм» (Багат)                                                                 |
| 1979 | «Хисар» (Шахрисабз)                                                              |
| 1980 | «Хива» (Хива)                                                                    |
| 1981 | Турнир не проводился                                                             |
| 1982 | Турнир не проводился                                                             |
| 1983 | «Целинник» (Турткуль)                                                            |
| 1984 | «Автомобилист» (Фергана)                                                         |
| 1985 | «Металлург» (Бекабад)                                                            |
| 1986 | «Автомобилист» (Ташкент)                                                         |
| 1987 | «Автомобилист» (Ташкент)                                                         |
| 1988 | «Автомобилист» (Ташкент)                                                         |
| 1989 | «Караджийда» (Фергана)                                                           |
| 1990 | «Металлург» (Бекабад)                                                            |
| 1991 | «Инструментальщик» (Ташкент)                                                     |